# Apokolips
Apokolips es un planeta ficticio en el universo DC Comics. El planeta gobernado por Darkseid, fue establecido en la serie El Cuarto Mundo de Jack Kirby. Es también una parte integral de muchas historias de DC Comics. Este planeta es considerado el opuesto de Nuevo Génesis.
Apokolips es un gran planeta y una Ecumenópolis con fogatas ardiendo. La guerra que destruyó a los Dioses Antiguos y creó a Nuevo Génesis y Apokolips separando al Cuarto Mundo del resto del universo, dejándolo solo accesible mediante una forma de viaje llamada tubo de expansión.
El tubo de la pluma, se ha revelado, convierte individuos que pasan a proporciones que se ajustan al destino, es decir, cuando un Dios nuevo pasa de Apokolips (o Nuevo Génesis) a la Tierra, se encogen en tamaño, mientras que alguien que va por el otro crecer más grande Si alguien llega de alguna manera al Cuarto Mundo por otros medios, descubrirá que sus habitantes son gigantes.

## Historia ficticia
Apokolips y su homólogo brillante, Nuevo Génesis, fueron generados por la destrucción de Urgrund, el mundo de los "Dioses Antiguos" (inicialmente implicados como los dioses de la mitología clásica, aunque las versiones de estos personajes han sido reveladas para existir aún en el Universo DC). Apokolips y el Nuevo Génesis están encerrados en una guerra eterna, que simboliza la lucha del mal y el bien en una gran escala mítica. Apokolips es gobernado por un caído que se conoce como Darkseid, un líder oscuro que gobierna sobre su pueblo pisoteado por la fuerza y el miedo. Apokolips parece ser un páramo industrial de alta tecnología.

### Siete soldados
Tanto Apokolips como Nuevo Génesis fueron aparentemente destruidos en una batalla final antes de la miniserie de Grant Morrison Seven Soldiers: Mister Miracle. Sin embargo, el último número de esa serie implicaba que los eventos anteriores de la historia eran simplemente visiones vistas por el héroe como parte de una prueba elaborada por el Nuevo Dios Metron. La cantidad de la batalla realmente sucedió y el estado actual de los Nuevos Dioses aún está por verse.

### Cuenta regresiva a la crisis final
Usando la tecnología de tubo de luz, Brother Eye llega a Apokolips y aparentemente asimila todo el planeta. Antes de que la asimilación esté completa, Pied Piper interviene y canaliza la Ecuación Anti-Vida a través de su flauta. Esto destruye gran parte de Brother Eye, haciendo que su núcleo central haga un escape de último minuto de la superficie del planeta y revierte gran parte de Apokolips a lo que era.

### Muerte de los nuevos dioses
Al final de la miniserie Death of the New Gods, con todos los dioses ahora muertos, la entidad combinada nacida de la fusión de La Fuente y la Ecuación Anti-Vida fusiona Apokolips y Nuevo Génesis en un solo planeta nuevo con características en común con ambos mundos anteriores.

### La Gran Saga de la Oscuridad
En el siglo 30, continuidad original de la Legión de Super-Héroes, Apokolips está inactivo y Darkseid está incapacitado. En el reinicio de la continuidad de la Legión, Darkseid envejeció y murió con el planeta deshabitado en su mayoría, pero el centro de una gran secta.

### Los nuevos 52: Tierra-0 y Tierra-2
En la continuidad de DC después de su evento Flashpoint y el lanzamiento de su nueva línea de cómics Los nuevos 52, el Multiverso DC permanece compuesto por 52 mundos, pero solo un conjunto de Nuevos Dioses. Darkseid y su ejército de Apokolips han intentado invadir la Tierra-0 o Prime Earth, pero es repelido por la primera encarnación de la Liga de la Justicia. Al mismo tiempo, sus ejércitos invadieron la Tierra alternativa de Tierra-2 bajo la égida de Steppenwolf, que tuvo mucho más éxito.
La invasión de Tierra-2 costó la vida de Superman, Batman, Catwoman, Mujer Maravilla y millones de humanos originales del universo, incluida Lois Lane, de Tierra-2, casada con Superman en ese mundo. Las fuerzas de Apokolips cuentan con la ayuda de Furia (hija de Mujer maravilla de Tierra-2 abducida y lavada el cerebro), con todas las habilidades amazónicas de su madre. Cinco años después, comienzan a surgir una serie de nuevas "maravillas": Linterna Verde (Alan Scott), Átomo, Chica Halcón, Doctor Destino, Tornado Rojo (un androide con conciencia de Lois Lane) y Flash (Jay Garrick) forman un equipo, La Sociedad de la Justicia para hacer frente a amenazas como Solomon Grundy. En poco tiempo, los ejércitos de Apokolips intentan una segunda invasión a Tierra-2, y las Maravillas del Mundo cuentan con el apoyo de otros héroes como Batman (Thomas Wayne), un nuevo Superman (Val-Zod), Cazadora (Helena Wayne), Power Girl, Aquawoman (Marella), Accountable (Jimmy Olsen), el Nuevo Dios Mr. Milagro (Scott Free) y Mister Terrific (Michael Holt) de tierra 0.
Agentes de Darkseid como Glorious Godfrey y Kalibak (en Batman & Robin) de Apokolips y Orión (en Wonder Woman), se han encontrado con los héroes de Tierra-0 en varias ocasiones, pero no han tenido lugar invasiones a gran escala. Más tarde, en la serie Earth 2: Worlds 'End, Mister Milagro descubre que Highfather hizo un trato con Darkseid de que los ejércitos de Apokolips podían invadir Tierra-2 y esa dimensión libremente sin la intervención de los Nuevos Dioses del Nuevo Génesis, explicando el salvaje disparidad entre los destinos de la Tierra-0 y la Tierra-2. En última instancia, Apokolips entra en el sistema solar de Tierra-2 y la consume, transformando el planeta en combustible para mantenerse.

## Geología
Apokolips (un giro a la palabra "apocalipsis") es un enorme planeta del tamaño de una galaxia. Es una ecumenópolis con pozos de fuego que existe entre dimensiones ocupando una 'frecuencia' en algún lugar entre el universo físico y el Infierno; la guerra que destruyó a los Viejos Dioses y creó a Nuevo Génesis y Apokolips separó al Cuarto Mundo del resto del universo, dejándolo accesible únicamente a través de los Boom túneles.

## Demografía
La población es un grupo pisoteado, incluyendo a muchos secuestrados de otros mundos antes de ser 'rotos'.
La mayoría de la población es conocida como los Lowlies, una raza calva y temerosa que no tiene sentido del valor propio.
Los Lowlies son objeto de un abuso constante que termina únicamente con la muerte. Ligeramente arriba de ellos se encuentran los Parademonios quienes funcionan como los guardianes del orden en el planeta.
Más alto que los Parademonios están las Furias que son la guardia personal de Darkseid (también existen Furias varones, pero son menos comunes). Son bendecidas con fuerza y longevidad sobrenatural y se les permite desarrollarse como individuos. Esta exposición a nuevos conceptos frecuentemente resulta en que desarrollan personalidades cómicas o extravagantes que contrastan fuertemente con el inmenso sadismo que es requerido para alcanzar la posición que ocupan. Las líderes de las Furias son la Abuela Bondad, que posee el aspecto de una anciana mientras que es al mismo tiempo la más poderosa de las guardias, y Kanto, quien disfruta de la posición única de ser la asesina maestra de Darkseid. La líder de la guardia, Big Barda, tenía un cargo debajo del ocupado por la Abuela Bondad el cual no ha sido ocupado desde que desertó del grupo.

## Gobierno
Apokolips es gobernado por Darkseid, el dios/despóta del régimen teocrático del planeta, pero delega la mayor parte del gobierno cotidiano a su consejero Desaad. Darkseid no tiene contendientes reales al trono de Apokolips excepto por el demonio Mantis, aunque sus hijos Orión, Grayven, y Kalibak son también contendientes potenciales. Darkseid está maldito con la estupidez de Grayven y Kalibak y el servicio al bien de Orion. Está profetizado que Orion derrocara a Darkseid. En Kingdom Come se revela que el derrocamiento de Darkseid no resultó en cambios mayores para Apokolips, debido a que la maldad de Apokolips viene del planeta mismo y no de su líder. Esta afirmación es debatible ya que esa línea argumental no está dentro de la continuidad general del universo DC Comics y se ha dicho en numerosas ocasiones que Darkseid es quien le da poder a Apokolips con su fuerza ambiental, que es de donde provienen los pozos de fuego.
Tanto Apokolips como Nuevo Génesis parecieron haber sido destruidos en la batalla final precedente a la miniserie Seven Soldiers: Mister Miracle de Grant Morrison. Sin embargo, el número final de esa miniserie sugiere que los eventos anteriores de la historia fueron visiones del héroe como parte de una elaborada prueba hecha por el Nuevo Dios Metron. Qué tanto de esa batalla y la situación actual de los Nuevos Dioses está aún por verse.
En la continuidad original de la Legion de Superhéroes del Siglo 30, Apokolips está inactivo y Darkseid incapacitado. En la nueva continuidad de la Legión de Superhéroes, Darkseid había envejecido y muerto con su planeta casi inhabitado, pero era el centro de un enorme culto.

## Tecnología
Con la tecnología de que poseen, Apokolips se encuentra en la cima del poder en la mayor parte del universo y son capaces de devastar galaxias cuando deciden usar su tecnología con ese fin. La tecnología de Apokolips es también la fuente de miseria sin parangón en el universo puesto que este planeta continuamente provee de armas avanzadas a grupos malvados para así ampliar su influencia a través del universo. No obstante, Apokolips tiene un avance tecnológico inferior al de Nuevo Génesis.
La Tecnología de Apokolips fue utilizada principalmente por Bruno Mannheim y su banda en Superman Comics para derrotar a Superman. Apokolips utiliza tecnología avanzada para crear el terror sobre la Tierra, La tecnología le permitió llegar a ser a Superman el nuevo soberano en una novela gráfica titulada Superman: El lado oscuro. El escudo y la tecnología también fueron protagonistas en un número de la serie de dibujos Las Aventuras de Superman, como un substituto del antiguo escudo Steel para derrotar a Imperiex.

## En otros medios

### Televisión

#### Acción en vivo
- En la serie de televisión Smallville, se hace referencia a Apokolips cuando la prima de Clark Kent, Kara, explica a Oliver Queen que un lenguaje similar a un símbolo representado en las paredes de una cueva es de naturaleza apokoliptiana. El planeta real aparece en el final de la serie, en el que Darkseid intenta estrellarlo en la Tierra hasta que Clark, que se ha convertido en Superman, derrota a Darkseid y empuja a Apokolips de regreso al espacio exterior.

#### Animado
- Las últimas dos temporadas de Súper amigos presentaron Apokolips. Se mostró en varios episodios de Súper Amigos: El legendario programa de los Súper Poderosos y El equipo de Súper Poderosos: Guardianes Galácticos.
- El Cuarto Mundo de Jack Kirby se presentó en gran medida en la última temporada de Superman: la serie animada con Apokolips como escenario principal en algunos episodios. En el episodio final "Legacy", Superman se enfrentó a Darkseid en la batalla y en realidad lo destronó como gobernante y liberó a la gente de Apokolips, solo para ver a los ciudadanos ayudar a Darkseid a recuperarse de sus heridas por lealtad divina.
- En la serie Liga de la Justicia, Darkseid solicitó la ayuda de la Liga cuando la computadora Brainiac ataca a Apokolips. Esto se revela más tarde como un truco para capturar a Superman, para que Brainiac pudiera convertirse en un ser orgánico. Sin embargo, Darkseid toma el control de Brainiac e intenta usarlo para resolver la Ecuación Anti-Vida. Sin embargo, Darkseid muere cuando explota la base de asteroides de Brainiac.
- En la de la serie Liga de la Justicia Ilimitada, Apokolips se sumió en una guerra civil después de la muerte de Darkseid, entre dos de sus dos más grandes generales, Abuela Bondad y Virman Vundabar. Virman Vundabar captura al hijo de Darkseid Kalibak para lavarle el cerebro y así tomar ventaja en la guerra que se cierne en Apokolips, la Abuela Bondad secuestra a Oberon como chantaje para que el Mr. Milagro y Big Barda la ayuden a liberarlo, el Sr. Milagro y Big Barda solicitan la ayuda de la Liga de la Justicia para liberar a Oberon de Apokolips. Kalibak es posteriormente liberado de Apokolips pero encarcelado en la Tierra. La Liga espera que ambas partes se destruyan entre sí, de modo que ninguno de ellos pueda amenazar a la Tierra o al universo. Pero en el episodio "Vivo" de la tercera temporada, Darkseid fue resucitado por culpa de Lex Luthor, el regresa a Apokolips para reafirmar su gobierno (posiblemente fusionado con los restos de Brainiac ya que tiene un traje nuevo y se teletransporta a Apokolips sin ayuda), poniendo fin rápidamente a la guerra civil. Luego ordena a sus fuerzas atacar la Tierra para vengarse de Superman, Kanto le recuerda respetuosamente a Darkseid que atacar a la Tierra rompería su pacto con Highfather y traería represalias de Nuevo Génesis, sin embargo rebela que este será su segundo objetivo. Las fuerzas de Apokolips llegaron a la Tierra a través de tubos de Luz. La Liga de la Justicia, aliada temporal con los miembros restantes de la Sociedad Secreta de Supervillanos, luchó contra ellos. Cuando Darkseid y Luthor aparentemente perecieron cuando estrecharon sus manos en la Ecuación Anti-Vida, las fuerzas de Apokolips retrocedieron a su hogar y posiblemente sería atacadas por las fuerzas de Nuevo Génesis por violar el pacto del Alto Padre con Darkseid.
- En la serie animada Young Justice, Apokolips fue referenciado en el episodio de Young Justice "Desorden", al final del de la temporada 2 en el episodio "Fin del juego" Vándalo Salvaje viaja a Apokolips, estrecha su mano con Darkseid y dice que todo sigue igual.
- Apokolips aparece en Justice League Action.
- Apokolips aparece en el episodio de Harley Quinn, "Inner (Para) Demons". El personaje principal del programa y su equipo viajan allí usando una Caja Madre robada para buscar una audiencia con Darkseid y obtener el control de su ejército Parademon para defenderse del DPGC, lo que hacen después de que ella y el Doctor Psycho matan a Abuela Bondad.

### Películas
- Apokolips aparece en Superman/Batman: Apocalypse, Justice League: War, Reign of the Supermen y Justice League Dark: Apokolips War.
- Apokolips es mencionado una vez por Knockout en Suicide Squad: Hell to Pay.
- Apokolips aparece en Liga de la Justicia de Zack Snyder (2021).

### Videojuegos
- Apokolips hace un cameo en el videojuego Superman: Shadow of Apokolips donde Darkseid y Kanto observan las actividades de Intergang con Superman y Metallo.
- Apokolips se menciona en Justice League Heroes, donde Darkseid usa una Caja Madre para convertir la Tierra en un "Nuevo Apokolips". Superman se mantiene en la Tierra para ver qué le ha sucedido a la Tierra. Una vez que Darkseid es derrotado, Zatanna le pide a la caja madre que devuelva la Tierra a su estado original.
- Apokolips aparece en DC Universe Online, y se puede ver en el exterior de dos instancias, Happiness Home y War Factory de Darkseid, donde te enfrentas a muchos de los apokoliptianos.
- Apokolips aparece en gran medida en Lego DC Super-Villains como la batalla final entre Darkseid, sus fuerzas y la Liga de la Justicia y Legión del Mal, así como una ubicación alternativa una vez que se completa el juego.